# Press It
Press It – pierwszy solowy album studyjny Taemina, wydany 23 lutego 2016 roku przez SM Entertainment i dystrybuowany przez KT Music. Płytę promował singel „Press Your Number”. Album sprzedał się w liczbie 115 232 egzemplarzy w Korei Południowej (stan na grudzień 2016 r.).

## Lista utworów
| Nr  | Tytuł                                                                     | Słowa                        | Muzyka                                                                                        | Czas |
| --- | ------------------------------------------------------------------------- | ---------------------------- | --------------------------------------------------------------------------------------------- | ---- |
| 1.  | "Drip Drop"                                                               | Park Sung-hee                | Jamil Chammas, Sara Forsberg, Tay Jasper, Jonathan Perkins, Michael Jiminez, Leven Kali, MZMC | 3:25 |
| 2.  | "Press Your Number"                                                       | Lee Tae-min, Tenzo and Tasco | Bruno Mars, Philip Lawrence, the Stereotypes                                                  | 3:46 |
| 3.  | "Soldier"                                                                 | Lee Tae-min                  | Matthew Tishler, Felicia Barton, Aaron Benward                                                | 3:34 |
| 4.  | "Already" (kor. 벌써 (Already) Beolsseo (Already))                        | Kim Jong-hyun                | Kim Jong-hyun, Teddy Riley, Daniel Obi Klein, Lee Hyun-seung, DOM                             | 3:42 |
| 5.  | "Guess Who"                                                               | Brian Kim                    | Andrew Choi, LDN Noise, Tay Jasper, Shaun, David Choi                                         | 3:27 |
| 6.  | "One By One"                                                              | Lee Seuran                   | iDR, Antwann Frost, Ryan S. Jhun                                                              | 3:58 |
| 7.  | "Mystery Lover"                                                           | Cho Yoon-kyung               | Adrian McKinnon, Mark Rankin, Ryan S. Jhun                                                    | 3:38 |
| 8.  | "Sexuality"                                                               | Kenzie                       | Jodi Marr, Eric Bazilian, Ryan S. Jhun                                                        | 3:40 |
| 9.  | "Until Today" (kor. 오늘까지만 (Until Today) Oneulkkajiman (Until Today)) | G.Soul                       | Jamil Chammas, G.Soul, Deez, MZMC, Justin Lucas                                               | 4:06 |
| 10. | "Hypnosis" (kor. 최면 (Hypnosis) Choemyeon (Hypnosis))                    | Lee Ji-eun, Kim Tae-sung     | Kim Young-shin, Kim Tae-sung, 220                                                             | 4:04 |

## Nagrody
| Rok  | Ceremonia             | Kategoria                     | Wynik   |
| ---- | --------------------- | ----------------------------- | ------- |
| 2017 | 31. Golden Disk Award | Disk Bonsang (główna nagroda) | Wygrana |

## Notowania
| Lista                        | Pozycja |
| ---------------------------- | ------- |
| Gaon Weekly Album Chart      | 1       |
| Gaon Monthly Album Chart     | 2       |
| Gaon Yearly Album Chart      | 18      |
| Billboard World Albums       | 2       |
| Billboard Heatseekers Albums | 7       |
| Five Music (Tajwan)          | 1       |